# 天主教圣地亚哥-德孔波斯特拉总教区
天主教聖地亞哥-德孔波斯特拉總教區（拉丁語：Archidioecesis Compostellana）是羅馬天主教在西班牙西北部加利西亞設立的5個教省總教區之一。
教區於1120年成立。主教座堂為聖地亞哥-德孔波斯特拉主教座堂，相傳耶穌十二宗徒之一的雅各伯在此安葬。

## 現況
總教區於2011年時有教友1,191,800人（佔轄區總人口1,299,880人的91,7%）、1,071個堂區、771名司鐸、11名執事、254名修士和1,035名修女。現任總主教為儒利安·巴里奧-巴里奧。

## 附屬教區
- 天主教盧戈教區
- 天主教蒙多涅多-費羅爾教區
- 天主教奧倫塞教區
- 天主教圖伊-維哥教區